# Adygejski Obwód Autonomiczny
Adygejski Obwód Autonomiczny, Adygejski OA (ros. Адыге́йская автоно́мная о́бласть; początkowo Czerkieski Obwód Autonomiczny, Czerkieski OA, ros. Черкесская автоно́мная о́бласть) – obwód autonomiczny w Związku Radzieckim, istniejący w latach 1922-1991, wchodzący w skład Rosyjskiej FSRR.
Adygejski OA został utworzony pod nazwą Czerkieski Obwód Autonomiczny 27 lipca 1922 r. Tworzenie autonomicznych jednostek terytorialnych dla mniejszości narodowych było częścią polityki tzw. korienizacji, tj. przyznawania autonomii mniejszościom narodowym zamieszkującym obszary dawnego imperium, poprzednio dyskryminowanym i rusyfikowanym przez carat. Już w trzy miesiące po powstaniu, 24 października 1922 r., zmieniono nazwę obwodu. Zastąpienie słowa czerkieski mianem adygejski było spowodowane chęcią, by obwód nosił nazwę pochodzącą od nazwy ludności rdzennej – Adygejczyków używanej przez nią samą, podczas gdy słowo czerkieski było rosyjskim określeniem tego narodu.
Obwód istniał do 3 lipca 1991 r., kiedy to poprzez podniesienie rangi i poszerzenie zakresu adygejskiej autonomii zlikwidowano obwód i powołano w jego miejsce Adygejską ASRR. Republika ta z kolei po kilkumiesięcznym istnieniu została zlikwidowana i w 1992 r. powołano zamiast niej autonomiczną Republikę Adygei.
 Informacje nt. położenia, gospodarki, historii, ludności itd. Adygejskiego Obwodu Autonomicznego znajdują się w: artykule poświęconym republice Adygei, jak obecnie nazywa się podmiot Federacji Rosyjskiej, będący prawną kontynuacją Obwodu.